# 赫斯珀洛斯

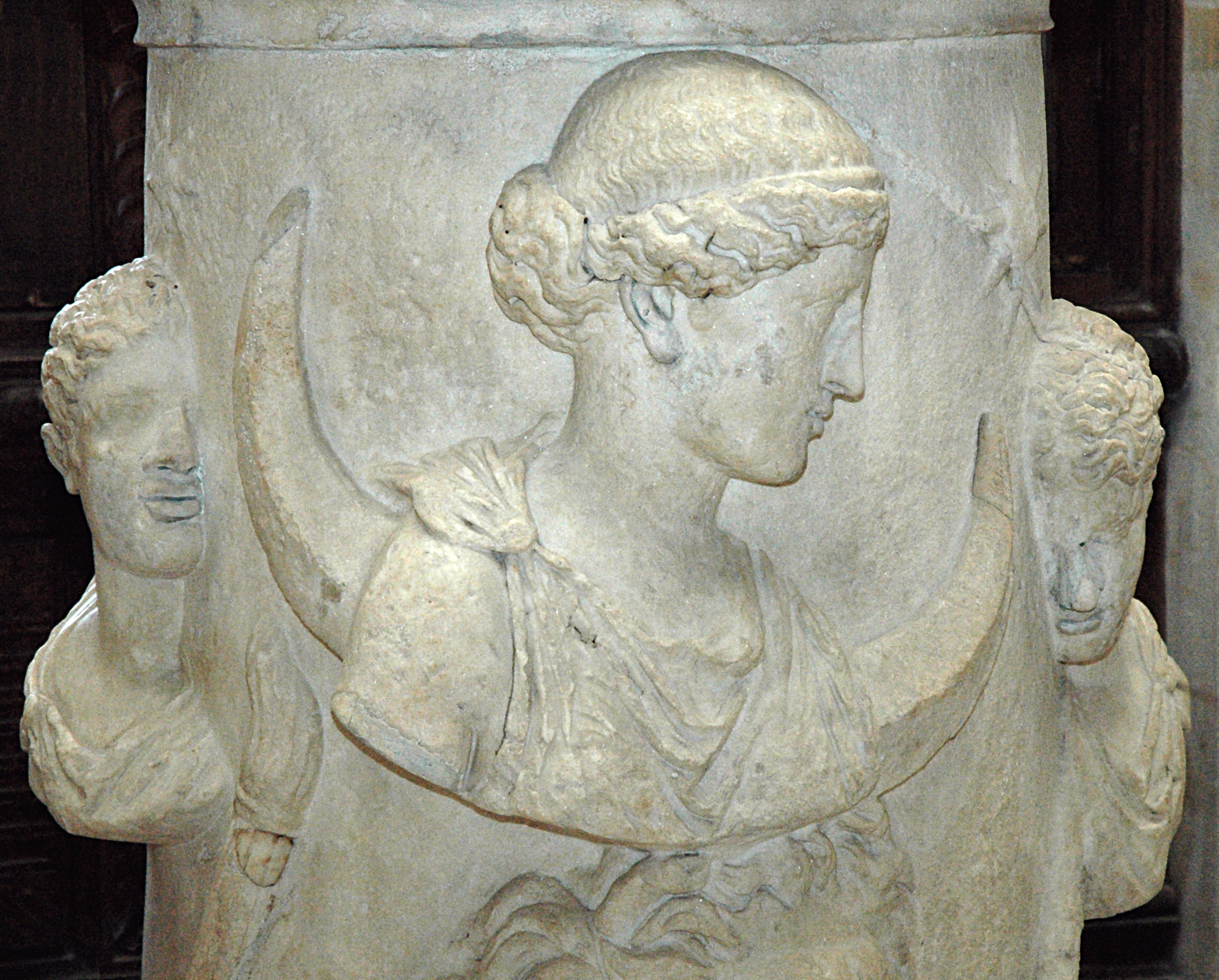
赫斯珀洛斯与福斯福洛斯，位于浮雕两侧；中央的人物是女神塞勒涅

赫斯珀洛斯（字面意思为“黄昏”，“西方”）希腊神话中的一个提坦，太白星（黄昏时出现的金星，在汉语中称为长庚星）之神。

## 简介
赫斯珀洛斯被描绘成掌管黄昏时升起的金星的神祇，而掌管清晨时出现的金星（启明星）的神祇则是他的兄弟福斯福洛斯（又名厄俄斯福耳）。古希腊人（以及大部分古代民族）很长一段时间里都不知道早晨出现的启明星和傍晚出现的太白星实际是同一颗星，因此为一个天体安排了两位神祇。后来希腊人从巴比伦人那里获得了关于金星的知识，并仿照巴比伦人的做法用女爱神阿佛洛狄忒（对应于巴比伦神话中的伊什塔尔）作为金星的唯一神祇，于是赫斯珀洛斯与福斯福洛斯就都被取代了。
赫斯珀洛斯的神话有几个版本，其中的内容颇为不同。荷马已经提到赫斯珀洛斯，称他是“星辰中最美丽者”。关于赫斯珀洛斯的出身，一些神话说他是阿特拉斯的儿子（或兄弟），另一些则说他是阿斯特赖俄斯的儿子。还有说法认为赫斯珀洛斯是凡人刻法罗斯的儿子，其兄弟福斯福洛斯才是神祇阿斯特赖俄斯的儿子（两人的母亲均为厄俄斯）。赫斯珀洛斯的子女，一般认为是刻宇克斯和代达利翁，也有说法认为是赫斯珀里得斯姊妹。
据西西里的狄俄多洛斯记载，曾经有一个名叫“赫斯珀里提斯”的国家，由赫斯珀洛斯和他的兄弟阿特拉斯共同统治。赫斯珀洛斯把自己的女儿赫斯珀里斯嫁给了阿特拉斯，他们后来生了赫斯珀里得斯姊妹。而许癸努斯提到一个神话说，赫斯珀洛斯本来是一个凡人，在阿特拉斯山顶上看星星（他是第一个爬上阿特拉斯山的凡人）时被暴风卷走了。众神怜悯他，于是把他变成了天上的星辰。
在罗马神话中，赫斯珀洛斯的对应者是维斯珀耳（Vesper，意为“黄昏”，“西方”）。
文学作品中经常出现赫斯珀洛斯的名字。如英国大诗人拜伦曾写道：
“哦，赫斯珀洛斯！你总给大家带来好事情。”（Oh，Hesperus！thou bringest all good things）

## 资料来源
- 《神话辞典》，（苏联）M·H·鲍特文尼克等，统一书号：2017·304
- 《世界神话辞典》，辽宁人民出版社，ISBN 7-205-00960-X
- 《古希腊罗马神话鉴赏辞典》，吉林出版社，ISBN 7-206-04846-3